# Матч всех звёзд женской НБА 2024 года
Матч всех звёзд женской НБА 2024 года (англ. 2024 WNBA All-Star Game) — ежегодная показательная баскетбольная игра, прошедшая в субботу, 20 июля 2024 года, в Финиксе (штат Аризона) на домашнем паркете клуба «Финикс Меркури» «Футпринт-центр». Эта игра считается альтернативным матчем всех звёзд женской НБА (ASG WNBA), которая прошла в рамках подготовки национальной сборной США к Олимпийским играм в Париже, кроме этой игры в Финиксе прошли ещё две ASG, проводившиеся в 2000 и 2014 годах. Игра транслировалась кабельным телевизионным каналом ESPN в США и на каналах TSN5 и SN1 в Канаде (в формате HD TV) в 8:30 по Североамериканскому восточному времени (ET), а рефери на этой встрече работали Джефф Вутен, Фату Сиссоко-Стивенс и Кевин Фэйи.
Команда звёзд ВНБА под руководством Шерил Миллер в упорной борьбе переиграла олимпийскую сборную США Шерил Рив со счётом 117:109. Самым ценным игроком этой встречи была признана Арике Огунбовале, представляющая на ней клуб «Даллас Уингз», которая завоевала почётный трофей во второй раз. Кроме этого она стала самым результативным игроком матча всех звёзд (34), перекрыв прошлогоднее достижение Джуэл Лойд.

## Матч всех звёзд

### Составы команд
10 июня лига объявила, что в 2024 году процесс отбора состава будет аналогичен игре всех звёзд ВНБА 2023 года. Болельщики, игроки, главные тренеры, спортивные журналисты и радиовещатели могли проголосовать за лучших звёзд. Все категории голосующих могли заполнить выборный бюллетень из четырёх защитников и шести игроков передней линии. Игроки и тренеры не могли голосовать за своих товарищей по клубу и собственных подопечных. Голосование открылось в четверг, 13 июня, в 14:00 по восточному времени (ET) и закончилось в субботу, 29 июня, в 23:59 по ET. В процентном соотношении голосование было распределено следующим образом: болельщикам отводилось 50%, игрокам и тренерам и спортивным СМИ по 25%.
Десять лучших игроков по результатам этого голосования были сразу отобраны для матча звёзд, кроме этого каждый из них, который не являлся игроком олимпийской сборной США, был автоматически записан в команду всех звёзд. Следующие тридцать шесть лучших игроков по результатам прошедшего голосования, которые также не являлись игроками звёзднополосатых, были выбраны во второй этап селекции, в том числе не менее девяти защитников и пятнадцати игроков передней линии. Во втором раунде комплектования главные тренеры клубов ЖНБА выбрали оставшихся игроков, которые вошли в состав команды всех звёзд. Тренеры голосовали за трёх защитников, пять игроков передней линии и четырёх игроков на каждой позиции независимо от конференции. Они опять же не могли голосовать за своих собственных подопечных. Состав команды всех звёзд был объявлен 2 июля 2024 года.
Двенадцать лучших игроков женской НБА в состав национальной сборной США для участия в Олимпийских играх 2024 года в Париже выбирались в период с сентября 2023 года по июнь 2024 года. По итогам этого отбора в команду звёзднополосатых вошли: Сью Бёрд, Сабрина Ионеску, Дайана Таурази, Челси Грей, Нафиса Коллиер, Келси Плам, Джуэл Лойд, Кали Коппер, Эйжа Уилсон, Брианна Стюарт, Алисса Томас и Бриттни Грайнер.
Игроки в команду звёзд были выбраны путём голосования, описанного выше. В результате попадания в десятку лучших игроков Кейтлин Кларк (первый выбор) и Алия Бостон (второй выбор) из «Индиана Фивер», Арике Огунбовале (четвёртый выбор) из «Даллас Уингз» и Дирика Хэмби (третий выбор) из «Лос-Анджелес Спаркс» были автоматически включены в команду всех звёзд, потому что не являлись игроками команды США. Кроме них в состав её задней линии были включены Кайла Макбрайд (четвёртый выбор) из «Миннесота Линкс», Келси Митчелл из «Индиана Фивер» и Алиша Грей (обе второй выбор) из «Атланта Дрим». В состав передней линии вошли Ннека Огвумике (девятый выбор) из «Сиэтл Шторм», Деванна Боннер (шестой выбор), Брайонна Джонс (третий выбор) из «Коннектикут Сан», Джонквел Джонс (пятый выбор) из «Нью-Йорк Либерти» и Энджел Риз (первый выбор) из «Чикаго Скай».
По правилам ЖНБА на тренерский мостик команд матча звёзд назначаются главные тренеры клубов независимо от конференции с лучшими текущими показателями по итогам игр, прошедших за пятнадцать дней до матча. Если принять во внимание, что перед Олимпийскими играми обычно проводится альтернативный матч всех звёзд, в котором принимают участие национальная сборная США и обобщённая сборная звёзд женской НБА, то вакантным было только одно место. Впрочем на эту должность была назначена легенда сборной США, Шерил Миллер. А тренера национальной сборной, которого обычно выбирают на четырёхлетний цикл, назначает федерация баскетбола США, в 2021 году она подписала контракт с Шерил Рив, главным тренером команды «Миннесота Линкс».

#### Объединённый состав команд
В данной таблице опубликован список игроков, попавших на матч всех звёзд по результатам голосования, согласно конференциям.
| Поз. | Игрок           | Команда          | Выбор |
| ---- | --------------- | ---------------- | ----- |
| З    | Сабрина Ионеску | Нью-Йорк Либерти | 3-й   |
| З    | Кейтлин Кларк   | Индиана Фивер    | 1-й   |
| З    | Алиша Грей      | Атланта Дрим     | 2-й   |
| З    | Келси Митчелл   | Индиана Фивер    | 2-й   |
| Ф    | Деванна Боннер  | Коннектикут Сан  | 6-й   |
| Ф    | Алисса Томас    | Коннектикут Сан  | 5-й   |
| Ф    | Брианна Стюарт  | Нью-Йорк Либерти | 6-й   |
| Ф    | Энджел Риз      | Чикаго Скай      | 1-й   |
| Ф    | Брайонна Джонс  | Коннектикут Сан  | 3-й   |
| Ф/Ц  | Алия Бостон     | Индиана Фивер    | 2-й   |
| Ц    | Джонквел Джонс  | Нью-Йорк Либерти | 5-й   |

| Поз. | Игрок            | Команда             | Выбор |
| ---- | ---------------- | ------------------- | ----- |
| З    | Арике Огунбовале | Даллас Уингз        | 4-й   |
| З    | Джуэл Лойд       | Сиэтл Шторм         | 6-й   |
| З    | Джеки Янг        | Лас-Вегас Эйсес     | 3-й   |
| З    | Келси Плам       | Лас-Вегас Эйсес     | 3-й   |
| З    | Челси Грей       | Лас-Вегас Эйсес     | 6-й   |
| З    | Дайана Таурази   | Финикс Меркури      | 11-й  |
| З    | Кайла Макбрайд   | Миннесота Линкс     | 4-й   |
| Ф    | Кали Коппер      | Финикс Меркури      | 4-й   |
| Ф    | Нафиса Коллиер   | Миннесота Линкс     | 4-й   |
| Ф    | Ннека Огвумике   | Сиэтл Шторм         | 9-й   |
| Ф    | Эйжа Уилсон      | Лас-Вегас Эйсес     | 6-й   |
| Ф    | Дирика Хэмби     | Лос-Анджелес Спаркс | 3-й   |
| Ц    | Бриттни Грайнер  | Финикс Меркури      | 10-й  |

#### Окончательный состав команд
В данной таблице опубликованы полные составы сборной США и звёзд ВНБА предстоящего матча.
| Поз.                                        | Игрок             | Команда           | Выбор             |
| Стартовая пятёрка                           | Стартовая пятёрка | Стартовая пятёрка | Стартовая пятёрка |
| ------------------------------------------- | ----------------- | ----------------- | ----------------- |
| З                                           | Джуэл Лойд        | Сиэтл Шторм       | 6-й               |
| З                                           | Челси Грей        | Лас-Вегас Эйсес   | 6-й               |
| З                                           | Дайана Таурази    | Финикс Меркури    | 11-й              |
| Ф                                           | Брианна Стюарт    | Нью-Йорк Либерти  | 6-й               |
| Ф                                           | Эйжа Уилсон       | Лас-Вегас Эйсес   | 6-й               |
| Запасные игроки                             |                   |                   |                   |
| З                                           | Джеки Янг         | Лас-Вегас Эйсес   | 3-й               |
| З                                           | Келси Плам        | Лас-Вегас Эйсес   | 3-й               |
| З                                           | Сабрина Ионеску   | Нью-Йорк Либерти  | 3-й               |
| Ф                                           | Кали Коппер       | Финикс Меркури    | 4-й               |
| Ф                                           | Нафиса Коллиер    | Миннесота Линкс   | 4-й               |
| Ф                                           | Алисса Томас      | Коннектикут Сан   | 5-й               |
| Ц                                           | Бриттни Грайнер   | Финикс Меркури    | 10-й              |
| Главный тренер: Шерил Рив (Миннесота Линкс) |                   |                   |                   |

| Поз.                                          | Игрок             | Команда             | Выбор             |
| Стартовая пятёрка                             | Стартовая пятёрка | Стартовая пятёрка   | Стартовая пятёрка |
| --------------------------------------------- | ----------------- | ------------------- | ----------------- |
| З                                             | Кейтлин Кларк     | Индиана Фивер       | 1-й               |
| З                                             | Арике Огунбовале  | Даллас Уингз        | 4-й               |
| Ф                                             | Деванна Боннер    | Коннектикут Сан     | 6-й               |
| Ф                                             | Ннека Огвумике    | Сиэтл Шторм         | 9-й               |
| Ц                                             | Джонквел Джонс    | Нью-Йорк Либерти    | 5-й               |
| Запасные игроки                               |                   |                     |                   |
| З                                             | Алиша Грей        | Атланта Дрим        | 2-й               |
| З                                             | Келси Митчелл     | Индиана Фивер       | 2-й               |
| З                                             | Кайла Макбрайд    | Миннесота Линкс     | 4-й               |
| Ф                                             | Дирика Хэмби      | Лос-Анджелес Спаркс | 3-й               |
| Ф                                             | Энджел Риз        | Чикаго Скай         | 1-й               |
| Ф                                             | Брайонна Джонс    | Коннектикут Сан     | 3-й               |
| Ф/Ц                                           | Алия Бостон       | Индиана Фивер       | 2-й               |
| Главный тренер: Шерил Миллер (Финикс Меркури) |                   |                     |                   |

### Ход матча
| 20 июля 2024 года 8:30 pm (ET) | Протокол | Сборная США                | 109:117  | Звёзды ВНБА         | Футпринт-центр, Финикс (штат Аризона) Зрителей: 16 407 Судьи: Джефф Вутен № 23 Фату Сиссоко-Стивенс № 15 Кевин Фэйи № 42 | ABC (HD), TSN5 / SN1 |
| 20 июля 2024 года 8:30 pm (ET) | Протокол | 23:24, 31:28, 25:36, 30:29 |          |                     | Футпринт-центр, Финикс (штат Аризона) Зрителей: 16 407 Судьи: Джефф Вутен № 23 Фату Сиссоко-Стивенс № 15 Кевин Фэйи № 42 | ABC (HD), TSN5 / SN1 |
| 20 июля 2024 года 8:30 pm (ET) | Протокол | Брианна Стюарт 31          | Очки     | Арике Огунбовале 34 | Футпринт-центр, Финикс (штат Аризона) Зрителей: 16 407 Судьи: Джефф Вутен № 23 Фату Сиссоко-Стивенс № 15 Кевин Фэйи № 42 | ABC (HD), TSN5 / SN1 |
| 20 июля 2024 года 8:30 pm (ET) | Протокол | Брианна Стюарт 10          | Подборы  | Энджел Риз 11       | Футпринт-центр, Финикс (штат Аризона) Зрителей: 16 407 Судьи: Джефф Вутен № 23 Фату Сиссоко-Стивенс № 15 Кевин Фэйи № 42 | ABC (HD), TSN5 / SN1 |
| 20 июля 2024 года 8:30 pm (ET) | Протокол | Келси Плам 6               | Передачи | Кейтлин Кларк 10    | Футпринт-центр, Финикс (штат Аризона) Зрителей: 16 407 Судьи: Джефф Вутен № 23 Фату Сиссоко-Стивенс № 15 Кевин Фэйи № 42 | ABC (HD), TSN5 / SN1 |

### Полная статистика матча
В данной таблице показан подробный статистический анализ этого матча.
- Арике Огунбовале, лучшая по очкам и MVP матча (34)
- Энджел Риз, лучший игрок матча по подборам (11)
- Кейтлин Кларк, лучший игрок матча по передачам (10)
- Алиша Грей, лучший игрок матча по перехватам (5)
- Джонквел Джонс, лучший игрок матча по блок-шотам (1)

| Олимпийская сборная США |                       |        |       |       |       |     |     |     |     |    |    |    |     |    |     |
| Стартовая пятёрка       | Команда               | MIN    | FG    | 3P    | FT    | OFF | DEF | TOT | AST | ST | BS | BA | TOV | PF | PTS |
| Джуэл Лойд              | Сиэтл Шторм           | 13:09  | 0-3   | 0-2   | 0-0   | 0   | 2   | 2   | 3   | 0  | 0  | 0  | 0   | 0  | 0   |
| Челси Грей              | Лас-Вегас Эйсес       | 10:53  | 2-4   | 1-2   | 0-0   | 0   | 0   | 0   | 5   | 1  | 0  | 0  | 1   | 0  | 5   |
| Дайана Таурази          | Финикс Меркури        | 20:06  | 5-9   | 3-7   | 1-1   | 1   | 5   | 6   | 5   | 0  | 0  | 0  | 0   | 2  | 14  |
| Брианна Стюарт          | Нью-Йорк Либерти      | 31:19  | 10-21 | 3-9   | 8-9   | 1   | 9   | 10  | 3   | 1  | 1  | 0  | 0   | 2  | 31  |
| Эйжа Уилсон             | Лас-Вегас Эйсес       | 28:35  | 8-13  | 2-3   | 4-4   | 2   | 4   | 6   | 3   | 3  | 1  | 0  | 3   | 1  | 22  |
| Запасные игроки         |                       |        |       |       |       |     |     |     |     |    |    |    |     |    |     |
| Джеки Янг               | Лас-Вегас Эйсес       | 15:45  | 1-5   | 0-1   | 0-0   | 0   | 0   | 0   | 3   | 0  | 0  | 0  | 2   | 1  | 2   |
| Келси Плам              | Лас-Вегас Эйсес       | 12:38  | 3-5   | 1-2   | 2-2   | 1   | 1   | 2   | 6   | 0  | 0  | 0  | 2   | 2  | 9   |
| Сабрина Ионеску         | Нью-Йорк Либерти      | 21:12  | 2-6   | 1-5   | 0-0   | 1   | 2   | 3   | 3   | 0  | 0  | 0  | 2   | 2  | 5   |
| Кали Коппер             | Финикс Меркури        | 11:39  | 3-6   | 1-2   | 0-0   | 0   | 1   | 1   | 1   | 3  | 0  | 0  | 1   | 3  | 7   |
| Нафиса Коллиер          | Миннесота Линкс       | 02:50  | 0-0   | 0-0   | 0-0   | 0   | 1   | 1   | 0   | 0  | 0  | 0  | 0   | 0  | 0   |
| Алисса Томас            | Коннектикут Сан       | 17:43  | 2-2   | 0-0   | 0-0   | 3   | 2   | 5   | 2   | 0  | 1  | 0  | 1   | 0  | 4   |
| Бриттни Грайнер         | Финикс Меркури        | 14:11  | 5-7   | 0-0   | 0-0   | 0   | 7   | 7   | 0   | 0  | 0  | 0  | 2   | 0  | 10  |
| Всего                   |                       | 200:00 | 41-81 | 12-33 | 15-16 | 9   | 34  | 43  | 34  | 8  | 3  | 0  | 14  | 13 | 109 |
| Главный тренер          | Шерил Рив (Миннесота) |        |       |       |       |     |     |     |     |    |    |    |     |    |     |

| Звёзды женской НБА  |                       |        |       |       |       |     |     |     |     |    |    |    |     |    |     |
| Стартовая пятёрка   | Команда               | MIN    | FG    | 3P    | FT    | OFF | DEF | TOT | AST | ST | BS | BA | TOV | PF | PTS |
| Кейтлин Кларк       | Индиана Фивер         | 26:04  | 2-9   | 0-7   | 0-0   | 0   | 1   | 1   | 10  | 2  | 0  | 0  | 2   | 2  | 4   |
| Арике Огунбовале[a] | Даллас Уингз          | 30:35  | 10-20 | 8-13  | 6-7   | 1   | 2   | 3   | 6   | 2  | 0  | 0  | 1   | 2  | 34  |
| Деванна Боннер      | Коннектикут Сан       | 15:39  | 2-6   | 1-3   | 0-0   | 0   | 4   | 4   | 0   | 0  | 0  | 0  | 0   | 0  | 5   |
| Ннека Огвумике      | Сиэтл Шторм           | 24:15  | 7-9   | 0-1   | 0-0   | 0   | 3   | 3   | 2   | 0  | 1  | 0  | 2   | 1  | 14  |
| Джонквел Джонс      | Нью-Йорк Либерти      | 16:28  | 3-6   | 0-1   | 0-0   | 1   | 6   | 7   | 5   | 1  | 1  | 0  | 0   | 1  | 6   |
| Запасные игроки     |                       |        |       |       |       |     |     |     |     |    |    |    |     |    |     |
| Алиша Грей          | Атланта Дрим          | 22:21  | 3-8   | 1-3   | 9-10  | 1   | 2   | 3   | 3   | 5  | 0  | 0  | 0   | 1  | 16  |
| Келси Митчелл       | Индиана Фивер         | 13:56  | 6-8   | 1-3   | 0-0   | 0   | 0   | 0   | 1   | 2  | 0  | 0  | 0   | 1  | 13  |
| Кайла Макбрайд      | Миннесота Линкс       | 11:25  | 1-1   | 1-1   | 0-0   | 0   | 0   | 0   | 2   | 0  | 0  | 0  | 0   | 2  | 3   |
| Дирика Хэмби        | Лос-Анджелес Спаркс   | 04:02  | 0-2   | 0-0   | 0-0   | 0   | 2   | 2   | 1   | 1  | 0  | 0  | 1   | 0  | 0   |
| Энджел Риз          | Чикаго Скай           | 17:53  | 5-10  | 0-2   | 2-2   | 5   | 6   | 11  | 0   | 1  | 1  | 0  | 0   | 1  | 12  |
| Брайонна Джонс      | Коннектикут Сан       | 08:19  | 3-6   | 0-1   | 0-0   | 1   | 1   | 2   | 0   | 0  | 0  | 0  | 0   | 1  | 6   |
| Алия Бостон         | Индиана Фивер         | 09:03  | 2-3   | 0-1   | 0-1   | 0   | 2   | 2   | 1   | 0  | 0  | 0  | 2   | 1  | 4   |
| Всего               |                       | 200:00 | 44-88 | 12-36 | 17-20 | 9   | 29  | 38  | 31  | 14 | 3  | 0  | 8   | 13 | 117 |
| Главный тренер      | Шерил Миллер (Финикс) |        |       |       |       |     |     |     |     |    |    |    |     |    |     |

- a  Жирным курсивным шрифтом выделена статистика самого ценного игрока матча.

## Другие события
20 марта 2024 года было объявлено, что 19 июля, в канун матча всех звёзд, пройдут конкурс трёхочковых бросков, а также соревнование по баскетбольным умениям, которые транслировались по телевидению на каналах ESPN в США и TSN Network в Канаде. Конкурс трёхочковых бросков спонсировался торговой маркой «Starry», а соревнование по баскетбольным умениям представляла автомобилестроительная компания «Kia». 18 июля 2024 года президент лиги Ннека Огвумике объявила, что страховая компания «Aflac» выплатит победителям конкурса трёхочковых бросков и соревнования по баскетбольным умениям премию в размере 55 000 долларов.

### Конкурс трёхочковых бросков
В ежегодном конкурсе по трёхочковым броскам (англ. Three-Point Contest) принимали участие пять игроков, чьи имена были объявлены 17 июля. В этом году в нём участвовали: самый ценный игрок ВНБА и одна из лучших звёзд ВНБА Джонквел Джонс, чемпионка женской НБА Стефани Долсон, участники матча всех звёзд Алиша Грей и Кайла Макбрайд и игрок, ни разу не участвовавший в матче всех звёзд Марина Мабри. Конкурс по трёхочковым броскам — это двухраундовое соревнование на время, в котором пять точек броска расположены вокруг трёхочковой дуги. По правилам этого конкурса претендент должен реализовать насколько возможно больше трёхочковых попыток из пяти различных позиций в течение одной минуты и десяти секунд, чтобы забить как можно больше из 27 мячей. Три участника с наивысшими результатами в первом раунде проходят в финальный раунд. Каждый игрок начинает кидать из одного угла площадки, постепенно перемещаясь от «точки» к «точке» по трёхочковой отметке, пока не достигнет противоположного края площадки. На четырёх из пяти «точек» игроку предоставляется по четыре мяча, каждое попадание оценивается в одно очко, также есть специальный «призовой мяч», достоинством в два балла. Пятая «точка» — специальная стойка «всех призовых мячей», которую каждый участник может разместить в любом из пяти мест, а всякий мяч на этой стойке стоит два очка. Помимо того два мяча были размещены на постаментах между стойками 2 и 3 и 3 и 4, в так называемой «зоне росы», каждый из которых стоит уже три очка. В случае ничьей будет несколько 30-секундных тай-брейков, прежде чем будет определён победитель.
Сабрина Ионеску, действующая победительница турнира трёхочковых бросков, и Кейтлин Кларк, рекордсменка первого дивизиона NCAA по количеству реализованных трёхочковых бросков, были приглашены принять участие в этом конкурсе, однако обе отказались.
В первом раунде победила Джонс, набрав 26 очков из 40 возможных. Помимо неё во второй раунд также вышла Грей, а Макбрайд, Долсон и Мабри выступили намного хуже своих соперниц по первому этапу и не смогли пройти в финальный раунд. В финале лучшей стала уже Грей, набрав 22 очка, на одно меньше, чем в первом раунде, а Джонс выступила намного хуже, чем на первом этапе, набрав всего 21 очко.
| Поз. | Игрок          | Команда          | Рост, см | Вес, кг | Попадания | Попытки | Процент | 1-й раунд | 2-й раунд |
| ---- | -------------- | ---------------- | -------- | ------- | --------- | ------- | ------- | --------- | --------- |
| З    | Алиша Грей     | Атланта Дрим     | 183      | 76      | 40        | 111     | 36,0    | 23        | 22        |
| Ц    | Джонквел Джонс | Нью-Йорк Либерти | 198      | 98      | 40        | 101     | 39,6    | 26        | 21        |
| З    | Кайла Макбрайд | Миннесота Линкс  | 180      | 81      | 76        | 178     | 42,7    | 21        | DNQ       |
| Ц    | Стефани Долсон | Индиана Фивер    | 196      | 106     | 49        | 101     | 48,5    | 20        | DNQ       |
| З    | Марина Мабри   | Коннектикут Сан  | 180      | 77      | 56        | 161     | 34,8    | 19        | DNQ       |

### Соревнование по баскетбольным умениям
17 июля 2024 года лига обнародовала пять участников, которые будут участвовать в соревновании по баскетбольным умениям (англ. Skills Challenge). Skills Challenge представляли в этом матче отдельные игроки, которые выступали на индивидуальной основе, а не в команде, как в прошлом году. В этом матче участниками конкурса стали: десятикратная участница матча всех звёзд Бриттни Грайнер и новичок года сезона 2017 года Алиша Грей, MVP матча всех звёзд 2019 года Эрика Уилер, а также Софи Каннингем и Марина Мабри. Они соревновались в двухраундовом соревновании с полосой препятствий, которая проверяет навыки ведения мяча, паса, ловкости и бросков. В первом раунде игроки соревновались в гонке на время, по очереди проходя полосу препятствий. Два игрока, прошедшие её с лучшим временем, прошли в финальный раунд и соревновались на этой трассе уже за чемпионство. В случае ничьей, если было необходимо определить игрока, который выйдет в финальный этап или определит чемпиона, игроки с равным результатом должны были повторить трассу.
Эрика Уилер из клуба «Индиана Фивер» изначально была объявлена участницей соревнования Skills Challenge, но не смогла присутствовать из-за глобальных сбоев в работе компьютеров, задержавших её поездку, так как она не была выбрана на матч всех звёзд, поэтому её заменила одноклубница по «Фивер» Келси Митчелл.
Лучшее время в первом раунде показала Алиша Грей, которая справилась с заданием за 31,2 секунды, на 4,3 секунды быстрее, чем Софи Каннингем (35,5), ставшая второй. Мабри, Митчелл и Грайнер осилили её за 35,7 и 35,7 и 46,3 секунды соответственно и не прошли в финальный раунд. В финале Каннингем выполнила задание за 34,5 секунды, на секунду лучше, чем в первом раунде, однако этого результата не хватило для итоговой победы. Победителем соревнования стала Грей, которая на втором этапе также показала лучшее время 32,1 секунды, на 0,9 секунды хуже, чем в первом раунде, покорив результат Каннингем, показанный в финале всего на 2,4 секунды.
| Поз. | Игроки          | Команда         | Рост, см | Вес, кг | 1-й раунд | 2-й раунд |
| ---- | --------------- | --------------- | -------- | ------- | --------- | --------- |
| З    | Алиша Грей      | Атланта Дрим    | 183      | 76      | 31,2      | 32,1      |
| З    | Софи Каннингем  | Финикс Меркури  | 185      | 77      | 35,5      | 34,5      |
| З    | Марина Мабри    | Коннектикут Сан | 180      | 77      | 35,7      | DNQ       |
| З    | Келси Митчелл   | Индиана Фивер   | 173      | 70      | 35,7      | DNQ       |
| Ц    | Бриттни Грайнер | Финикс Меркури  | 206      | 92      | 46,3      | DNQ       |

## Показательная игра 3x3
17 июля 2024 года было объявлено, что впервые в рамках звёздного уик-энда ASG олимпийская сборная США 3x3 встретится с национальной сборной США 3x3 (U-23) в показательном встрече 19 июля 2024 года.

### Составы команд
В данной таблице опубликован список игроков, выбранных на показательный матч 3x3.
| Поз.                                                 | Игрок         | Команда             | Выбор |
| ---------------------------------------------------- | ------------- | ------------------- | ----- |
| З                                                    | Хейли Ван Лит | ТКУ Хорнд Фрогз     | 1-й   |
| З                                                    | Райн Ховард   | Атланта Дрим        | 1-й   |
| Ф                                                    | Сиерра Бердик | Баскет Ланды        | 1-й   |
| Ф                                                    | Дирика Хэмби  | Лос-Анджелес Спаркс | 1-й   |
| Главный тренер: Дженнифер Риззотти (Коннектикут Сан) |               |                     |       |

| Поз.                                                   | Игрок           | Команда            | Выбор |
| ------------------------------------------------------ | --------------- | ------------------ | ----- |
| З                                                      | Люси Олсен      | Айова Хокайс       | 1-й   |
| З                                                      | Микейла Уильямс | ЛСЮ Тайгерс        | 1-й   |
| З                                                      | Коти Макмэн     | Огайо Стэйт Бакайс | 1-й   |
| Ф                                                      | Морган Мали     | Крейтон Блюджейс   | 1-й   |
| Ф                                                      | Кристина Далси  | Мэриленд Террапинс | 1-й   |
| Ф                                                      | Сера Уильямс    | Висконсин Бэджерс  | 1-й   |
| Главный тренер: Кристина Батастини (Стэнфорд Кардинал) |                 |                    |       |

### Ход матча
| 19 июля 2024 года 21:00 pm (ET) | Протокол | Сборная США 3x3 | 19:16 | Сборная США 3x3 (U-23) | Футпринт-центр, Финикс (штат Аризона) | ESPN (HD), TSN2 |
| 19 июля 2024 года 21:00 pm (ET) | Протокол | Райн Ховард 12  | Очки  | Микейла Уильямс 5      | Футпринт-центр, Финикс (штат Аризона) | ESPN (HD), TSN2 |